# DeWayne McKnight
DeWayne McKnight, detto Blackbyrd (New York, 17 aprile 1954), è un chitarrista e compositore statunitense.
Ha lavorato come chitarrista per Captain Beefheart, Red Hot Chili Peppers e Parliament.

## Biografia
È stato membro dei The Headhunters, una band fusion jazz-funk dal 1975 al 1978 e dei Parliament, e dei Funkadelic dal 1981 al 2008.
Ha lavorato brevemente come chitarrista per i Red Hot Chili Peppers nel 1988, prima di essere sostituito da John Frusciante.  Suonò anche brevemente con Miles Davis nel 1986.

## Discografia

### Solista
- 1985 - Fade to Black
- 2009 - Bout Funkin' Time

### Parliament
- 1978 – Motor Booty Affair
- 1979 – Gloryhallastoopid
- 1980 – Trombipulation

### Red Hot Chili Peppers
- 2003 - Greatest Hits

### Funkadelik
- 1981 - The Electric Spanking of War Babies